# سیارک ۱۹۴۸۴
سیارک ۱۹۴۸۴ (به انگلیسی: 19484 Vanessaspini، نامگذاری:1998HF121) نوزده هزار و چهارصد و هشتاد و چهارمین سیارک کشف شده‌است که در ۲۳ آوریل ۱۹۹۸ کشف شد.
قدر مطلق سیارک برابر ۱۷٫۸ است.